# Silas Duncan
Silas Duncan fue un comandante naval estadounidense que sirvió en la Armada de los Estados Unidos, combatiendo en la guerra anglo-estadounidense de 1812. Al mando de la fragata USS Lexington protagonizó un grave incidente en las Islas Malvinas, conocido como el «Incidente de la Lexington» o «Ataque del USS Lexington a Puerto Soledad».

## Biografía
Silas M. Duncan nació en Rockaway, Nueva Jersey, en 1788. Ingresó a la Armada de su país el 15 de noviembre de 1809.
Durante la guerra anglo-estadounidense de 1812, con el grado de teniente sirvió a bordo de la corbeta USS Saratoga, buque insignia del comodoro Thomas MacDonough. Durante las acciones previas a la Batalla del Lago Champlain (o de Plattsburgh), el 6 de septiembre de 1814 MacDonough destacó una división de naves ligeras a Dead Creek para amenazar el avance de la escuadra británica, pero al comenzar el ataque las naves estadounidenses quedaron aisladas y en peligro de captura. MacDonough envió a Duncan para hacerse cargo de la división y asegurar su retirada. Duncan pasó de buque en buque para comunicar sus instrucciones y coordinar la retirada. Sus movimientos hicieron suponer a los británicos que se trataba del mismo MacDonough, por lo que concentraron el fuego sobre su persona. Finalmente, una bala de cañón le acertó en el hombro derecho volándole el brazo de raíz. Retirado del frente sin esperanzas de sobrevivir, fue atendido por el cirujano naval Henry Huntt quien consiguió salvar su vida. Por su conducta, pese a no haber estado en la acción del día 11, el Congreso de los Estados Unidos hizo extensivo a Duncan los honores que había extendido a los oficiales partícipes de la victoria: el público agradecimiento de la Nación, una medalla de plata y una espada.

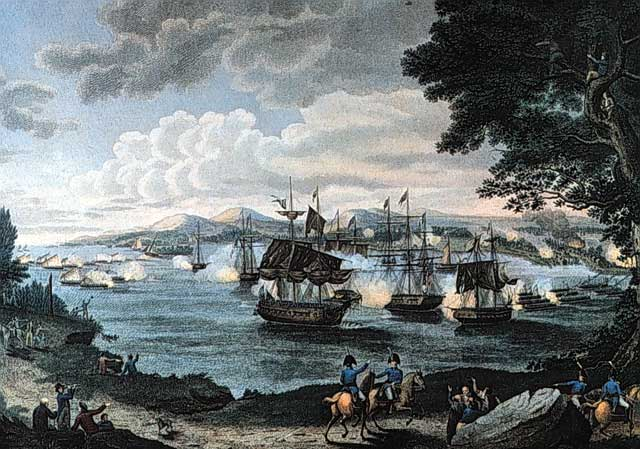
Batalla del Lago Champlain

Tardó 16 meses en recuperarse de sus extensas heridas. En septiembre de 1817 solicitó a los comisionados del fondo de pensiones de la marina una pensión a la que consideraba tener derecho, pero las demoras en la resolución lo obligaron a continuar su carrera.
Entre los años 1818 y 1824 Duncan sirvió a bordo del USS Independence, USS Hornet, USS Guerriere, USS Cyane y USS Ferret. 
El 1 de marzo de 1829 fue nombrado comandante (Master Commandant). El 28 de marzo de 1829 el Nile's Weekly Register, de Baltimore, publicaba su promoción en la misma hoja en que informaba del golpe del general Juan Lavalle y reproducía la carta escrita a su esposa por el gobernador depuesto de la provincia de Buenos Aires Manuel Dorrego antes de ser ejecutado (Nile's Weekly Register, Volumen 36, 1829, página 67).
El 3 de febrero de 1831 casó con Martha Dandridge Aylett, hija de Philip Aylett y nieta del patriota estadounidense Patrick Henry.
El 31 de mayo de ese año fue puesto al mando del USS Lexington y el 10 de junio fue enviado a São Paulo, Brasil, para sumarse a la división naval del Atlántico Sur relevando al USS Vandalia (comandante Kennon). 

### El incidente de laLexington
Tras dejar Río de Janeiro el 3 de noviembre y hacer escala en Montevideo el 17 Duncan permaneció frente a la ciudad de Buenos Aires, donde recibió denuncias de la captura de varios barcos de pesca de bandera estadounidense por parte del gobernador de las Islas Malvinas Luis Vernet. Efectivamente, debido a la alarmante depredación de que eran objeto, una de las primeras leyes de Vernet fue prohibir la caza de focas. El pesquero Harriet, tras haber recibido de Vernet en noviembre de 1830 órdenes formales de no cazar focas, no solo las desobedeció, sino que comunicó a Vernet que lo había hecho y que eso no era de su incumbencia y continuó haciéndolo hasta su captura el 30 de julio de 1831.
Después de intercambiar correspondencia con el cónsul George W.Slacum, y reclamar directamente al ministro de asuntos exteriores Tomás Manuel de Anchorena exigiendo el fin de las restricciones a la pesca y caza de focas, la devolución de los buques capturados, la indemnización a sus propietarios y el enjuiciamiento de Vernet como pirata, el 7 de diciembre envió un reporte al secretario de marina Levi Woodbury y el 9 partió rumbo a las Islas "para proteger el comercio y a los ciudadanos de los Estados Unidos" y "desarmar a esos sinvergüenzas y expulsarlos de las islas, único modo de prevenir que se repitan esos ultrajes".
El 28 de diciembre la Lexington entró en la Bahía Anunciación bajo bandera francesa. Duncan invitó al segundo de Vernet, Matthew Brisbane y a Henry Metcalf a bordo y cuando acudieron los arrestó. Hecho esto, capturó la pequeña la goleta Águila, desembarcó sus fuerzas y detuvo a la población del pequeño poblado de Puerto Luis, saqueó las instalaciones, clavó los cañones y quemó la pólvora. 
La población, exceptuando los gauchos del interior, fue subida a bordo de la Lexington, siete de ellos encadenados, tras lo que Duncan abandonó las islas, sin registrar lo sucedido en el cuaderno de bitácora. 
El 3 de febrero de 1832 la Lexington arribó a Montevideo. Allí Duncan tomó conocimiento de que a resultas de su acción había sido separado del mando por su superior, el comandante de la escuadra del Atlántico Sur comodoro George Rodgers, por lo que decidió informar directamente al secretario de marina que "había decidido hacer pedazos y dispersar esa banda de piratas".
A su regreso a los Estados Unidos, Duncan solicitó su pase a retiro. El 1 de marzo de 1833 la administración de la marina acordó finalmente la solicitud de pensión que Duncan había presentado 16 años antes. El 27 de enero de 1834 presentó ante el Congreso por medio del diputado W.P. Taylor una petición para que se le cancelaran pagos adeudados de su pensión por el período septiembre de 1817 a marzo de 1833. La cámara aprobó finalmente su solicitud en su sesión del 3 de junio de 1834, pero Duncan no disfrutaría mucho tiempo del retiro: murió el 14 de septiembre de 1834 en White Sulphur Springs, Virginia Occidental.
Tres naves de la Armada estadounidense llevaron el nombre USS Duncan en su honor.